# Günther E. Braun
Günther E. Braun (* 1948) ist ein deutscher Wirtschaftswissenschaftler.

## Leben
Er studierte Betriebswirtschaftslehre, Volkswirtschaftslehre und Germanistik an der Universität Tübingen (Staatsexamen für das Höhere Lehramt an Kaufmännischen Schulen 1972). Nach der Promotion an der TH Stuttgart 1976 war er von 1976 bis 1986 wissenschaftlicher Assistent und akademischer Rat an der Universität Essen und TH Darmstadt. Nach der Habilitation 1984 in Darmstadt lehrte er von 1986 bis 2013 als Professor für Betriebswirtschaftslehre an der Universität der Bundeswehr München.
Seine Forschungsschwerpunkte sind Management in Einrichtungen des Gesundheitswesens, Versorgungsforschung, Pharmakoökonomie, Public Management in öffentlichen Unternehmen und Public Management in öffentlichen Verwaltungen.

## Schriften (Auswahl)
- Methodologie der Planung. Eine Studie zum abstrakten und konkreten Verständnis der Planung. Meisenheim am Glan 1977, ISBN 3-445-01510-4.
- mit Hans-Christian Pfohl: Entscheidungstheorie. Normative und deskriptive Grundlagen des Entscheidens. Landsberg am Lech 1981, ISBN 3-478-38220-3.
- Ziele in öffentlicher Verwaltung und privatem Betrieb. Vergleich zwischen öffentlicher Verwaltung und privatem Betrieb sowie eine Analyse der Einsatzbedingungen betriebswirtschaftlicher Planungsmethoden in der öffentlichen Verwaltung. Baden-Baden 1988, ISBN 3-7890-1438-9.
- mit Klaus-Otto Jacobi: Die Geschichte des Querverbundes in der kommunalen Versorgungswirtschaft. Köln 1990, ISBN 3-87750-031-5.